# Mindwheel
Mindwheel — компьютерная игра в жанре interactive fiction, созданная компанией «Synapse Software» и выпущенная компанией «Broderbund Software» в 1984 году. Сценаристом игры выступил известный американский поэт, номинант Пулитцеровской премии Роберт Пински.
Уильям Матага и Стив Хейлз из Synapse Software провели большую часть 1984—1985 годов в разработке нового «интеллектуального» синтаксического анализатора для текстовых игр, BTZ, который мог бы конкурировать с интуицией Элизы в состязании Infocom. («BTZ» расшифровывается как «Better Than Zork») Результатом их работы стала серия текстовых квестов, приобретённая и частично выпущенная дружественной компанией Broderbund. Всего было выпущено четыре игры: «Breakers» (1986 г.), «Brimstone» (1985 г.), «Essex» (1985 г.) и «Mindwheel» (1984 г.), завершёнными, но не выпущенными остались «Ronin», «House of Changes», и «Deadly Summer».

## Сюжет
Вы оказываетесь в роли Путешественника по Разумам. Игра начинается с того, что вы лежите на столе в лаборатории. Доктор Вергилий спрашивает вас, готовы ли вы начать своё путешествие, или хотите узнать больше о ситуации и Разумах.
Ситуация тяжёлая. Объединение Наций на гране распада. В Леннон Сити, Токио, Фейнграде и Новом Париже царят раздор и насилие. В Столице семьдесят тысяч обезумевших повстанцев штурмуют Монумент Вашингтону. Единственной надеждой на восстановление мира для человечества является совершение телепатического путешествия через нейро-электрическую матрицу, управляемую мысленными паттернами четырёх умерших людей, чьи Разумы обладают необычными ментальными силами. Эти люди:
- Бобби Клемон, убитая рок-звезда
- Генералиссимус, печально известный гениальный диктатор и военный преступник
- Поэт, автор знаменитых эпосов и пьес, убитый за запретную любовь к принцессе
- Доктор Ева Фейн, «женщина-Эйнштейн», учёный, гуманист, и выдающийся музыкант

Конечной целью прохождения этого ментального лабиринта является восстановление Колеса Мудрости на заре цивилизации.

## Игровой процесс
Игровой интерфейс представлен исключительно в виде чёрно-белого текста, для взаимодействия с персонажами и предметами игрок должен вводить верные команды в командной строке. Помимо обычных команд («осмотреться», «выйти из комнаты» и т. д.) в процессе игры придётся решить множество головоломок, многие из которых имеют форму метафорических стихов. Игра реализовалась вместе с одноимённой книгой, описание мира в которой помогало в прохождении и решении пазлов. Также текст книги использовался для ответов на вопросы для защиты авторских прав. Книга состояла из 93 страниц и содержала фотографии Тома Хейворда, иллюстрации Казуко Фостера, стихи Роберта Пински.